# Die Rothenburger
Die Rothenburger è un film muto del 1918 scritto, diretto e interpretato da Lupu Pick. Non si conosce la durata della pellicola.

## Produzione
Il film fu prodotto dalla Berliner Film-Manufaktur GmbH (Berlin).

## Distribuzione
Il film uscì nelle sale cinematografiche tedesche nel luglio 1918.